# Arenamento

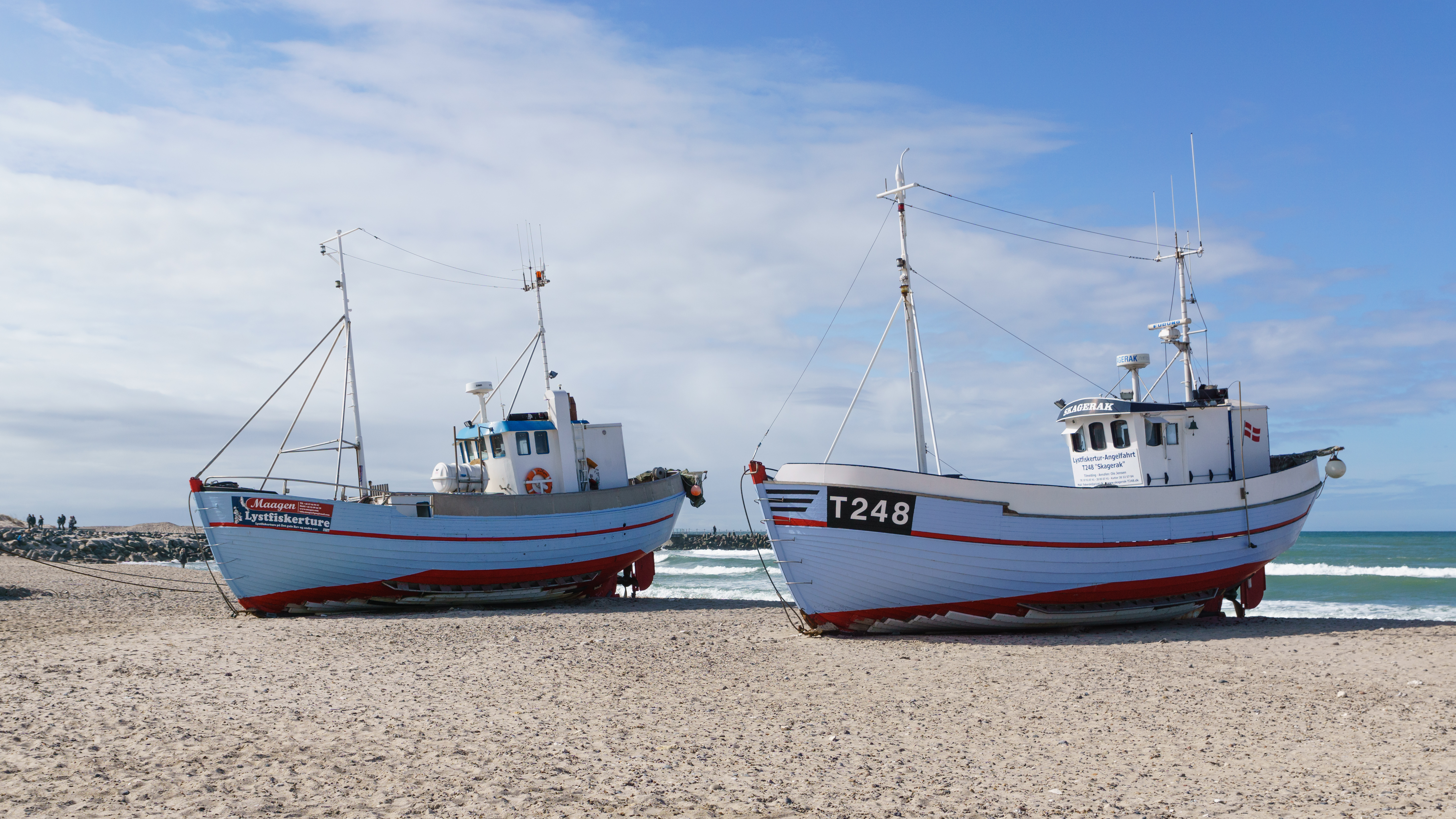
Dei pescherecci arenati su una spiaggia di Vorupør, Danimarca

In nautica l'arenamento è il processo in cui una nave o un'imbarcazione viene messa a terra o incagliata deliberatamente in acque poco profonde.
L'arenamento è più comune con le piccole imbarcazioni con fondo piatto. Le navi più grandi possono essere arenate deliberatamente; ad esempio, in caso di emergenza, una nave danneggiata potrebbe essere arenata per impedirle di naufragare in acque profonde. Alcune navi sono progettate per essere caricate e scaricate mediante spiaggiamento; le navi di questo tipo utilizzate dai militari per sbarcare le truppe sono chiamate mezzi da sbarco.
Durante l'era della vela, le navi venivano talvolta arenate mediante sbandamento con drizze fissate a terra per consentire loro di ribaltarsi al fine della manutenzione e pulizia della carena, un processo chiamato carenaggio.
Le navi destinate allo smantellamento vengono alcune volte arenate intenzionalmente per facilitare la procedura.